# Anderson Cueto
Pour les articles homonymes, voir Cueto.
Anderson Cueto, né le 29 mai 1989 à Lima au Pérou, est un footballeur professionnel péruvien. Il joue au poste de milieu de terrain.

## Biographie

### Ses débuts et le départ en Pologne
Formé au Sporting Cristal, Anderson Cueto joue ses premiers matches avec le club lors de la saison 2007.
En tout début d'année 2008, il s'engage avec le Lech Poznań en Pologne. Le 24 février, il participe à son premier match avec Poznań, face au Górnik Zabrze en déplacement (victoire un à zéro). Remplaçant lors de son arrivée, il gagne peu à peu sa place. Le 2 mai, il inscrit ses deux premiers buts lors de la victoire fleuve de son équipe contre le Jagiellonia Białystok (six buts à un).
La saison suivante, le 17 juillet, il joue son premier match européen contre le Khazar Lankaran en Coupe UEFA. Mais en championnat, à la suite de l'arrivée de Semir Štilić, il est moins présent dans le groupe et ne joue plus que des bouts de matches. L'année d'après, la situation ne change pas, le Bosnien prenant encore plus d'importance dans l'équipe. Cueto est alors mis à l'écart, et son contrat est résilié en mai 2010.

### Le retour au Pérou
Anderson Cueto décide alors de rentrer au pays, et choisit son ancien club comme destination. Après une bonne demi-saison, il est contacté par le Juan Aurich, club de haut de tableau, et y signe un contrat portant sur trois ans en janvier 2011.

## Palmarès
| Lech Poznań - Coupe de Pologne (1) : - Vainqueur : 2009. - Supercoupe de Pologne (1) : - Vainqueur : 2009. |  | Juan Aurich - Championnat du Pérou (1) : - Champion : 2011. |